# Belgium a 2008. évi nyári olimpiai játékokon
Belgium a kínai Pekingben megrendezett 2008. évi nyári olimpiai játékok egyik részt vevő nemzete volt. Az országot az olimpián 16 sportágban 94 sportoló képviselte, akik összesen 2 aranyérmet szereztek, és ezzel a nem hivatalos éremtáblázat 37. helyén végeztek. Belgium 24. alkalommal vett részt a nyári olimpiai játékokon.

## Érmesek
| Érem  | Versenyző                                               | Sportág  | Versenyszám         |
| ----- | ------------------------------------------------------- | -------- | ------------------- |
| Arany | Tia Hellebaut                                           | Atlétika | Női magasugrás      |
| Arany | Olivia Borlée Hanna Mariën Élodie Ouédraogo Kim Gevaert | Atlétika | Női 4 × 100 m váltó |

## Asztalitenisz
Férfi
| Versenyző         | Versenyszám | Selejtező         | 64-es főtábla     | 48-as főtábla                                             | 32-es főtábla     | Nyolcaddöntő      | Negyeddöntő       | Elődöntő          | Döntő             | Helyezés |
| Versenyző         | Versenyszám | Ellenfél Eredmény | Ellenfél Eredmény | Ellenfél Eredmény                                         | Ellenfél Eredmény | Ellenfél Eredmény | Ellenfél Eredmény | Ellenfél Eredmény | Ellenfél Eredmény | Helyezés |
| ----------------- | ----------- | ----------------- | ----------------- | --------------------------------------------------------- | ----------------- | ----------------- | ----------------- | ----------------- | ----------------- | -------- |
| Jean-Michel Saive | Egyes       |                   |                   | Segun Toriola (NGR) · 8-11, 7-11, 11-8, 11-9, 3-11, 10-12 | kiesett           | kiesett           | kiesett           | kiesett           | kiesett           | 33.      |

## Atlétika
Férfi
| Versenyző                                                          | Versenyszám     | Előfutam | Előfutam | Előfutam | Negyeddöntő | Negyeddöntő | Negyeddöntő | Elődöntő | Elődöntő | Elődöntő | Döntő   | Döntő    |
| Versenyző                                                          | Versenyszám     | Idő      | Hely.    | Össz.    | Idő         | Hely.       | Össz.       | Idő      | Hely.    | Össz.    | Idő     | Helyezés |
| ------------------------------------------------------------------ | --------------- | -------- | -------- | -------- | ----------- | ----------- | ----------- | -------- | -------- | -------- | ------- | -------- |
| Kristof Beyens                                                     | 200 m           | 20,69    | 3.       | 19.      | 20,50       | 3.          | 16.         | 20,69    | 8.       | 15.      | kiesett | kiesett  |
| Jonathan Borlée                                                    | 400 m           | 45,25    | 4.       | 16.*     |             |             |             | 45,11    | 5.       | 16.      | kiesett | kiesett  |
| Kévin Borlée                                                       | 400 m           | 45,43    | 4.       | 21.      |             |             |             | 44,88    | 3.       | 8.       | kiesett | kiesett  |
| Cédric Van Branteghem                                              | 400 m           | 45,54    | 3.       | 24.      |             |             |             | 45,81    | 8.       | 24.      | kiesett | kiesett  |
| Monder Rizki                                                       | 5000 m          | 13:54,41 | 8.       | 26.      |             |             |             |          |          |          | kiesett | kiesett  |
| Pieter Desmet                                                      | 3000 m akadály  | 8:37,99  | 11.      | 33.      |             |             |             |          |          |          | kiesett | kiesett  |
| Kévin Borlée Jonathan Borlée Cédric Van Branteghem Arnaud Ghislain | 4 × 400 m váltó | 3:00,67  | 3.       | 6.       |             |             |             |          |          |          | 2:59,37 | 5.       |

| Versenyző  | Versenyszám | Selejtező | Selejtező | Döntő    | Döntő    |
| Versenyző  | Versenyszám | Eredmény  | Helyezés  | Eredmény | Helyezés |
| ---------- | ----------- | --------- | --------- | -------- | -------- |
| Kevin Rans | Rúdugrás    | 545 cm    | 28.*      | kiesett  | kiesett  |

| Versenyző         | Versenyszám | 100 m | 100 m | Távolugrás | Távolugrás | Súlylökés | Súlylökés | Magasugrás | Magasugrás | 400 m            | 400 m            | 110 m gát        | 110 m gát        | Diszkoszvetés    | Diszkoszvetés    | Rúdugrás         | Rúdugrás         | Gerelyhajítás    | Gerelyhajítás    | 1500 m           | 1500 m           | Végeredmény   | Végeredmény   |
| Versenyző         | Versenyszám | Idő   | Pont  | Eredmény   | Pont       | Eredmény  | Pont      | Eredmény   | Pont       | Idő              | Pont             | Idő              | Pont             | Eredmény         | Pont             | Eredmény         | Pont             | Eredmény         | Pont             | Idő              | Pont             | Pont          | Helyezés      |
| ----------------- | ----------- | ----- | ----- | ---------- | ---------- | --------- | --------- | ---------- | ---------- | ---------------- | ---------------- | ---------------- | ---------------- | ---------------- | ---------------- | ---------------- | ---------------- | ---------------- | ---------------- | ---------------- | ---------------- | ------------- | ------------- |
| Hans Van Alphen   | Tízpróba    | 11,28 | 799   | 655 cm     | 709        | 14,86 m   | 781       | 184 cm     | 661        | nem állt rajthoz | nem állt rajthoz | nem állt rajthoz | nem állt rajthoz | nem állt rajthoz | nem állt rajthoz | nem állt rajthoz | nem állt rajthoz | nem állt rajthoz | nem állt rajthoz | nem állt rajthoz | nem állt rajthoz | nem ért célba | nem ért célba |
| Frédéric Xhonneux | Tízpróba    | 11,41 | 771   | 694 cm     | 799        | 13,99 m   | 728       | 190 cm     | 714        | nem ért célba    | nem ért célba    | nem állt rajthoz | nem állt rajthoz | nem állt rajthoz | nem állt rajthoz | nem állt rajthoz | nem állt rajthoz | nem állt rajthoz | nem állt rajthoz | nem állt rajthoz | nem állt rajthoz | nem ért célba | nem ért célba |

Női
| Versenyző                                               | Versenyszám     | Előfutam      | Előfutam      | Előfutam      | Negyeddöntő | Negyeddöntő | Negyeddöntő | Elődöntő | Elődöntő | Elődöntő | Döntő    | Döntő    |
| Versenyző                                               | Versenyszám     | Idő           | Hely.         | Össz.         | Idő         | Hely.       | Össz.       | Idő      | Hely.    | Össz.    | Idő      | Helyezés |
| ------------------------------------------------------- | --------------- | ------------- | ------------- | ------------- | ----------- | ----------- | ----------- | -------- | -------- | -------- | -------- | -------- |
| Kim Gevaert                                             | 100 m           | 11,33         | 1.            | 10.**         | 11,10       | 3.          | 6.          | 11,30    | 6.       | 11.      | kiesett  | kiesett  |
| Kim Gevaert                                             | 200 m           | nem indult el | nem indult el | nem indult el | kiesett     | kiesett     | kiesett     | kiesett  | kiesett  | kiesett  | kiesett  | kiesett  |
| Nathalie De Vos                                         | 10 000 m        |               |               |               |             |             |             |          |          |          | 32:33,45 | 24.      |
| Veerle Dejaeghere                                       | 3000 m akadály  | 9:54,65       | 10.           | 39.           |             |             |             |          |          |          | kiesett  | kiesett  |
| Olivia Borlée Hanna Mariën Élodie Ouédraogo Kim Gevaert | 4 × 100 m váltó | 42,92         | 1.            | 3.            |             |             |             |          |          |          | 42,54    |          |

| Versenyző     | Versenyszám | Selejtező | Selejtező | Döntő    | Döntő    |
| Versenyző     | Versenyszám | Eredmény  | Helyezés  | Eredmény | Helyezés |
| ------------- | ----------- | --------- | --------- | -------- | -------- |
| Tia Hellebaut | Magasugrás  | 193 cm    | 1.***     | 205 cm   |          |

* - egy másik versenyzővel azonos időt/eredményt ért el

** - két másik versenyzővel azonos időt ért el

*** - három másik versenyzővel azonos eredményt ért el

## Cselgáncs
Férfi
| Versenyző        | Versenyszám | Selejtező         | 32-es főtábla                    | Nyolcaddöntő      | Negyeddöntő       | Elődöntő          | Vigaszág első kör                        | Vigaszág negyeddöntő           | Vigaszág elődöntő                  | Bronz- mérkőzés                  | Döntő             | Helyezés |
| Versenyző        | Versenyszám | Ellenfél Eredmény | Ellenfél Eredmény                | Ellenfél Eredmény | Ellenfél Eredmény | Ellenfél Eredmény | Ellenfél Eredmény                        | Ellenfél Eredmény              | Ellenfél Eredmény                  | Ellenfél Eredmény                | Ellenfél Eredmény | Helyezés |
| ---------------- | ----------- | ----------------- | -------------------------------- | ----------------- | ----------------- | ----------------- | ---------------------------------------- | ------------------------------ | ---------------------------------- | -------------------------------- | ----------------- | -------- |
| Dirk Van Tichelt | Könnyűsúly  |                   | Elnur Məmmədli (AZE) · 0000-1000 |                   |                   |                   | Kansztancin Szjamjonav (BLR) · 1021-0020 | Kim Csholszu (PRK) · 1011-0000 | Kanamaru Júszuke (JPN) · 0211-0000 | Raszul Bokijev (TJK) · 0000-0011 |                   | 5.       |

Női
| Versenyző         | Versenyszám | Selejtező                         | Nyolcaddöntő                         | Negyeddöntő                        | Elődöntő          | Vigaszág első kör | Vigaszág negyeddöntő            | Vigaszág elődöntő                 | Bronz- mérkőzés   | Döntő             | Helyezés |
| Versenyző         | Versenyszám | Ellenfél Eredmény                 | Ellenfél Eredmény                    | Ellenfél Eredmény                  | Ellenfél Eredmény | Ellenfél Eredmény | Ellenfél Eredmény               | Ellenfél Eredmény                 | Ellenfél Eredmény | Ellenfél Eredmény | Helyezés |
| ----------------- | ----------- | --------------------------------- | ------------------------------------ | ---------------------------------- | ----------------- | ----------------- | ------------------------------- | --------------------------------- | ----------------- | ----------------- | -------- |
| Ilse Heylen       | Harmatsúly  | Audrey La Rizza (FRA) · 0001-0000 | Kristie-Anne Ryder (AUS) · 1000-0000 | Nakamura Miszato (JPN) · 0000-0001 |                   |                   | Romy Tarangul (GER) · 0002-0000 | Solpan Kalijeva (KAZ) · 1000-0000 | kiesett           |                   | 7.       |
| Catherine Jacques | Középsúly   |                                   | Ylenia Scapin (ITA) · 0000-0010      | kiesett                            | kiesett           |                   |                                 |                                   |                   |                   | 16.      |

## Evezés
Férfi
| Versenyző                       | Versenyszám  | Előfutam | Előfutam | Vigaszág/ Egypárevezősnél középdöntő | Vigaszág/ Egypárevezősnél középdöntő | Elődöntő | Elődöntő | Elődöntő | Döntő | Döntő   | Döntő | Helyezés |
| Versenyző                       | Versenyszám  | Idő      | Hely.    | Idő                                  | Hely.                                | Típus    | Idő      | Hely.    | Típus | Idő     | Hely. | Helyezés |
| ------------------------------- | ------------ | -------- | -------- | ------------------------------------ | ------------------------------------ | -------- | -------- | -------- | ----- | ------- | ----- | -------- |
| Tim Maeyens                     | Egypárevezős | 7:16,60  | 1.       | 6:52,70                              | 2.                                   | A/B      | 6:59,65  | 3.       | A     | 7:03,40 | 4.    | 4.       |
| Bart Poelvoorde Christophe Raes | Kétpárevezős | 6:31,84  | 4.       | 6:24,01                              | 2.                                   | A/B      | 6:26,91  | 5.       | B     | 6:35,55 | 2.    | 8.       |

## Gyeplabda

### Férfi
| #               | Név                        |         |         |         |         |         |         |         |
| Kapusok         | Kapusok                    | Kapusok | Kapusok | Kapusok | Kapusok | Kapusok | Kapusok | Kapusok |
| --------------- | -------------------------- | ------- | ------- | ------- | ------- | ------- | ------- | ------- |
| 1               | Cédric de Greve            |         |         |         |         |         |         |         |
| Mezőnyjátékosok |                            |         |         |         |         |         |         |         |
| 2               | Xavier Reckinger           |         |         |         |         |         |         |         |
| 4               | Thierry Renaer             |         |         |         |         |         |         |         |
| 5               | Jérôme Dekeyser            |         |         |         |         |         |         |         |
| 6               | Loïc Vandeweghe (CSK)      |         |         |         |         |         |         |         |
| 7               | John-John Dohmen           |         |         |         |         |         |         |         |
| 8               | Thomas van den Balck       |         |         |         |         |         |         |         |
| 9               | Maxime Luycx               |         |         |         |         |         |         |         |
| 10              | Cédric Charlier            |         |         |         |         |         |         |         |
| 11              | Charles Vandeweghe         |         |         |         |         |         |         |         |
| 14              | Philippe Goldberg          |         |         |         |         |         |         |         |
| 15              | Gregory Gucassoff          |         |         |         |         |         |         |         |
| 17              | Thomas Briels              |         |         |         |         |         |         |         |
| 18              | Patrice Houssein           |         |         |         |         |         |         |         |
| 19              | Félix Denayer              |         |         |         |         |         |         |         |
| 28              | Jérôme Truyens             |         |         |         |         |         |         |         |
| Tartalékok      |                            |         |         |         |         |         |         |         |
| 21              | David van Rysselberghe (K) |         |         |         |         |         |         |         |
| 23              | Alexandre de Saedeleer     |         |         |         |         |         |         |         |
| Vezetőedző      |                            |         |         |         |         |         |         |         |
|                 | Adam Commens               |         |         |         |         |         |         |         |

#### Eredmények
Csoportkör
A csoport
| Csapat              | M | Gy | D | V | G+ | G– | Gk | P  |
| ------------------- | - | -- | - | - | -- | -- | -- | -- |
| Spanyolország (ESP) | 5 | 4  | 0 | 1 | 9  | 5  | +4 | 12 |
| Németország (GER)   | 5 | 3  | 2 | 0 | 12 | 6  | +6 | 11 |
| Dél-Korea (KOR)     | 5 | 2  | 1 | 2 | 13 | 11 | +2 | 7  |
| Új-Zéland (NZL)     | 5 | 2  | 1 | 2 | 10 | 9  | +1 | 7  |
| Belgium (BEL)       | 5 | 1  | 1 | 3 | 9  | 13 | –4 | 4  |
| Kína (CHN)          | 5 | 0  | 1 | 4 | 7  | 16 | –9 | 1  |

| 2008. augusztus 11. 20:30 | Spanyolország (ESP)                         | 4–2               | Belgium (BEL)              | Játékvezetők: Murray Grime (AUS), Roel van Eert (NED) |
| 2008. augusztus 11. 20:30 | Amat 8' · Freixa 20' · Ribas 41' · Sojo 49' | (2–1) Jegyzőkönyv | Truyens 26' · Dekeyser 63' | Játékvezetők: Murray Grime (AUS), Roel van Eert (NED) |
| 2008. augusztus 11. 20:30 | Alegre 70'                                  | Büntetések        |                            | Játékvezetők: Murray Grime (AUS), Roel van Eert (NED) |

| 2008. augusztus 13. 18:30 | Belgium (BEL)         | 1–1               | Németország (GER)                   | Játékvezetők: Rob ten Cate (NED), David Gentles (AUS) |
| 2008. augusztus 13. 18:30 | Charlier 22'          | (1–1) Jegyzőkönyv | Witthaus 19'                        | Játékvezetők: Rob ten Cate (NED), David Gentles (AUS) |
| 2008. augusztus 13. 18:30 | Dohmen 26' Briels 34' | Büntetések        | B. Weß 8' Weißenborn 26' T. Weß 71' | Játékvezetők: Rob ten Cate (NED), David Gentles (AUS) |

| 2008. augusztus 15. 18:00 | Belgium (BEL)                | 2–4               | Új-Zéland (NZL)                            | Játékvezetők: David Leiper (GBR), Xavier Adell (ESP) |
| 2008. augusztus 15. 18:00 | Dekeyser 43' · Gucassoff 69' | (0–3) Jegyzőkönyv | Child 19', 20' · Brooks 30' · McAleese 60' | Játékvezetők: David Leiper (GBR), Xavier Adell (ESP) |
| 2008. augusztus 15. 18:00 |                              | Büntetések        | Burrows 21'                                | Játékvezetők: David Leiper (GBR), Xavier Adell (ESP) |

| 2008. augusztus 17. 10:30 | Dél-Korea (KOR)                                | 3–1               | Belgium (BEL)              | Játékvezetők: Rob ten Cate (NED), Satinder Kumar (IND) |
| 2008. augusztus 17. 10:30 | Ju Hjoszik 46', 51' · Csang Dzsonghjon 50'     | (0–1) Jegyzőkönyv | Dekeyser 20'               | Játékvezetők: Rob ten Cate (NED), Satinder Kumar (IND) |
| 2008. augusztus 17. 10:30 | Jo Ungon 8' Kang Szongdzsong 45' Kim Cshol 56' | Büntetések        | Dekeyser 11' Reckinger 46' | Játékvezetők: Rob ten Cate (NED), Satinder Kumar (IND) |

| 2008. augusztus 19. 21:00 | Kína (CHN)                                           | 1–3               | Belgium (BEL)                                 | Játékvezetők: Murray Grime (AUS), Gary Simmonds (RSA) |
| 2008. augusztus 19. 21:00 | Szung Ji 4'                                          | (1–2) Jegyzőkönyv | Reckinger 28' · Truyens 32' · Dohmen 48'      | Játékvezetők: Murray Grime (AUS), Gary Simmonds (RSA) |
| 2008. augusztus 19. 21:00 | Liu Hszien-tang 24' Meng Li-cse 26' Lo Fang-ming 28' | Büntetések        | Reckinger 13' Van den Balck 44' Gucassoff 52' | Játékvezetők: Murray Grime (AUS), Gary Simmonds (RSA) |

A 9. helyért
| 2008. augusztus 21. 08:30 | Belgium (BEL)                 | 3–0               | Kanada (CAN) | Játékvezetők: David Leiper (GBR), Xavier Adell (ESP) |
| 2008. augusztus 21. 08:30 | Dekeyser 2', 70' · Dohmen 23' | (2–0) Jegyzőkönyv |              | Játékvezetők: David Leiper (GBR), Xavier Adell (ESP) |

| Csapat        | Helyezés |
| ------------- | -------- |
| Belgium (BEL) | 9.       |

## Kajak-kenu

### Síkvízi
Férfi
| Versenyző                | Versenyszám         | Előfutam | Előfutam | Előfutam | Elődöntő | Elődöntő | Elődöntő | Döntő   | Döntő    |
| Versenyző                | Versenyszám         | Idő      | Hely.    | Össz.    | Idő      | Hely.    | Össz.    | Idő     | Helyezés |
| ------------------------ | ------------------- | -------- | -------- | -------- | -------- | -------- | -------- | ------- | -------- |
| Kevin De Bont Bob Maesen | Kajak kettes 1000 m | 3:21,604 | 4.       | 7.       | 3:24,148 | 4.       | 9.       | kiesett | kiesett  |

## Kerékpározás

### Hegyi-kerékpározás
| Versenyző        | Versenyszám        | Idő             | Helyezés |
| ---------------- | ------------------ | --------------- | -------- |
| Filip Meirhaeghe | Férfi terepverseny | 2 kör hátrány   | 32.      |
| Sven Nys         | Férfi terepverseny | 2:01:00 (+5:01) | 9.       |
| Roel Paulissen   | Férfi terepverseny | 2:03:30 (+7:31) | 19.      |

### Országúti kerékpározás
Férfi
| Versenyző             | Versenyszám   | Idő                   | Helyezés      |
| --------------------- | ------------- | --------------------- | ------------- |
| Mario Aerts           | Mezőnyverseny | 06:24:01 (+0:12)      | 7.            |
| Johan Vansummeren     | Mezőnyverseny | 06:26:27 (+2:38)      | 41.           |
| Christophe Brandt     | Mezőnyverseny | nem ért célba         | nem ért célba |
| Jurgen Van Den Broeck | Mezőnyverseny | nem ért célba         | nem ért célba |
| Maxime Monfort        | Mezőnyverseny | nem ért célba         | nem ért célba |
| Maxime Monfort        | Időfutam      | 1:07:12,71 (+5:01,28) | 25.           |

Női
| Versenyző        | Versenyszám   | Idő              | Helyezés |
| ---------------- | ------------- | ---------------- | -------- |
| Lieselot Decroix | Mezőnyverseny | 03:36:35 (+4:11) | 44.      |

### Pálya-kerékpározás
Pontversenyek
| Versenyző                   | Versenyszám       | Pont | Helyezés |
| --------------------------- | ----------------- | ---- | -------- |
| Iljo Keisse                 | Férfi pontverseny | 8    | 12.      |
| Kenny De Ketele Iljo Keisse | Férfi madison     | 17   | 4.       |

## Labdarúgás

### Férfi
| #               | Név                    | Klub           | Születési idő                    | Mérkőzésszám | Gól     | Sárga lap | sárga lap · 2. sárga lap · kiállítva | kiállítva |
| Kapusok         | Kapusok                | Kapusok        | Kapusok                          | Kapusok      | Kapusok | Kapusok   | Kapusok                              | Kapusok   |
| --------------- | ---------------------- | -------------- | -------------------------------- | ------------ | ------- | --------- | ------------------------------------ | --------- |
| 1               | Logan Bailly           | Racing Genk    | 1985. december 27. (22 évesen)   | 6            | 0       | 0         | 0                                    | 0         |
| 12              | Yves Makabu-Makalambay | Hibernian      | 1986. január 31. (22 évesen)     | (1)          | 0       | 0         | 0                                    | 0         |
| 22              | Yves De Winter         | Westerlo       | 1987. május 25. (21 évesen)      | 0            | 0       | 0         | 0                                    | 0         |
| Védők           |                        |                |                                  |              |         |           |                                      |           |
| 2               | Sepp de Roover         | Groningen      | 1984. november 12. (23 évesen)   | 6            | 0       | 0         | 0                                    | 0         |
| 3               | Vincent Kompany        | Hamburg        | 1986. április 10. (22 évesen)    | 1            | 0       | 0         | 1                                    | 0         |
| 4               | Thomas Vermaelen       | Ajax           | 1985. november 14. (22 évesen)   | 5            | 0       | 1         | 0                                    | 1         |
| 5               | Sébastien Pocognoli    | AZ             | 1987. augusztus 1. (21 évesen)   | 6            | 0       | 1         | 0                                    | 0         |
| 13              | Laurent Ciman          | Club Brugge    | 1985. augusztus 5. (23 évesen)   | (1)          | 1       | 0         | 0                                    | 0         |
| 15              | Jeroen Simaeys         | Club Brugge    | 1985. május 12. (23 évesen)      | 5(1)         | 0       | 2         | 0                                    | 0         |
| Középpályások   |                        |                |                                  |              |         |           |                                      |           |
| 6               | Marouane Fellaini      | Standard Liege | 1987. november 22. (20 évesen)   | 1            | 0       | 0         | 1                                    | 0         |
| 8               | Faris Haroun           | Racing Genk    | 1985. szeptember 22. (22 évesen) | 5            | 1       | 1         | 0                                    | 0         |
| 10              | Jan Vertonghen         | Ajax           | 1987. április 24. (21 évesen)    | 6            | 0       | 2         | 0                                    | 0         |
| 11              | Maarten Martens (csk)  | AZ             | 1984. július 2. (24 évesen)      | 6            | 0       | 0         | 0                                    | 0         |
| 14              | Landry Mulemo          | Standard Liege | 1986. szeptember 17. (21 évesen) | (5)          | 0       | 0         | 0                                    | 0         |
| 16              | Anthony Vanden Borre   | Genoa          | 1987. október 24. (20 évesen)    | 1(5)         | 0       | 0         | 0                                    | 0         |
| 19              | Vadis Odjidja-Ofoe     | Hamburg        | 1989. február 2. (19 évesen)     | (2)          | 0       | 1         | 0                                    | 0         |
| Támadók         |                        |                |                                  |              |         |           |                                      |           |
| 7               | Tom De Mul             | Sevilla        | 1986. március 4. (22 évesen)     | 6            | 0       | 0         | 0                                    | 0         |
| 9               | Kevin Mirallas         | Lille          | 1987. október 5. (20 évesen)     | 6            | 2       | 1         | 0                                    | 0         |
| 17              | Stijn de Smet          | Cercle Brugge  | 1985. március 27. (23 évesen)    | (1)          | 0       | 0         | 0                                    | 0         |
| 18              | Mousa Dembélé          | AZ             | 1987. július 16. (21 évesen)     | 6            | 3       | 1         | 0                                    | 0         |
| Szövetségi edző |                        |                |                                  |              |         |           |                                      |           |
|                 | Jean-François de Sart  |                | 1961. december 18. (46 évesen)   |              |         |           |                                      |           |

- Kor: 2008. augusztus 7-i kora

#### Eredmények
C csoport
| Nemzet          | M | Gy | D | V | G+ | G- | Gk | P |
| --------------- | - | -- | - | - | -- | -- | -- | - |
| Brazília (BRA)  | 3 | 3  | 0 | 0 | 9  | 0  | +9 | 9 |
| Belgium (BEL)   | 3 | 2  | 0 | 1 | 3  | 1  | +2 | 6 |
| Kína (CHN)      | 3 | 0  | 1 | 2 | 1  | 6  | –5 | 1 |
| Új-Zéland (NZL) | 3 | 0  | 1 | 2 | 1  | 7  | –6 | 1 |

| 2008. augusztus 7. 17:00 |

| Brazília (BRA) | 1–0               | Belgium (BEL)                      |
| -------------- | ----------------- | ---------------------------------- |
| Hernanes 79'   | (0–0) Jegyzőkönyv | Kompany 24′, 72′ Fellaini 82′, 87′ |

| Senjangi Olimpiai Stadion, Senjang Nézőszám: 39 661 Játékvezető: Halíl al-Gamdi (Szaúd-arábiai) |

| 2008. augusztus 10. 19:45 |

| Belgium (BEL)           | 2–0               | Kína (CHN)                       |
| ----------------------- | ----------------- | -------------------------------- |
| Dembélé 8' Mirallas 80' | (1–0) Jegyzőkönyv | Tan Vang-szung 53′ Cseng Cse 64′ |

| Senjangi Olimpiai Stadion, Senjang Nézőszám: 45 756 Játékvezető: Héctor Baldassi (argentin) |

| 2008. augusztus 13. 19:45 |

| Új-Zéland (NZL) | 0–1               | Belgium (BEL) |
| --------------- | ----------------- | ------------- |
| Ellensohn 46′   | (0–1) Jegyzőkönyv | Haroun 35'    |

| Sanghaj Stadion, Sanghaj Nézőszám: 45 202 Játékvezető: Pablo Pozo (chilei) |

Negyeddöntő
| 2008. augusztus 16. 18:00 |

| Olaszország (ITA)                               | 2–3               | Belgium (BEL)                                |
| ----------------------------------------------- | ----------------- | -------------------------------------------- |
| Rossi 18' (11-esből) 74' (11-esből) Viviano 80′ | (1–2) Jegyzőkönyv | Vermaelen 17′ Dembélé 23' 79' Mirallas 45+2' |

| Munkás Stadion, Peking Nézőszám: 50 802 Játékvezető: Héctor Baldassi (argentin) |

Elődöntő
| 2008. augusztus 19. 18:00 |

| Nigéria (NGR)                         | 4–1               | Belgium (BEL) |
| ------------------------------------- | ----------------- | ------------- |
| Adefemi 17' Obasi 59' 72' Okonkwo 78' | (1–0) Jegyzőkönyv | Ciman 88'     |

| Sanghaj Stadion, Sanghaj Nézőszám: 56 312 Játékvezető: Pablo Pozo (chilei) |

Bronzmérkőzés
| 2008. augusztus 22. 19:00 |

| Belgium (BEL) | 0–3               | Brazília (BRA)         |
| ------------- | ----------------- | ---------------------- |
|               | (0–2) Jegyzőkönyv | Diego 27' Jô 45' 90+2' |

| Sanghaj Stadion, Sanghaj Nézőszám: 50 705 Játékvezető: Thomas Einwaller (osztrák) |

| Csapat        | Helyezés |
| ------------- | -------- |
| Belgium (BEL) | 4.       |

## Lovaglás
Díjugratás
| Versenyző   | Ló     | Versenyszám | Selejtező | Selejtező | Selejtező | Selejtező | Selejtező | Selejtező | Selejtező | Selejtező | Döntő  | Döntő  | Döntő  | Döntő  | Végeredmény | Végeredmény |
| Versenyző   | Ló     | Versenyszám | 1. kör    | 1. kör    | 2. kör    | 2. kör    | 2. kör    | 3. kör    | 3. kör    | 3. kör    | 1. kör | 1. kör | 2. kör | 2. kör | Végeredmény | Végeredmény |
| Versenyző   | Ló     | Versenyszám | Bünt.     | Hely.     | Bünt.     | Össz.     | Hely.     | Bünt.     | Össz.     | Hely.     | Bünt.  | Hely.  | Bünt.  | Hely.  | Bünt.       | Helyezés    |
| ----------- | ------ | ----------- | --------- | --------- | --------- | --------- | --------- | --------- | --------- | --------- | ------ | ------ | ------ | ------ | ----------- | ----------- |
| Jos Lansink | Cumano | Egyéni      | 1         | 13.       | 1         | 2         | 3.        | 2         | 4         | 1.        | 0      | 1.     | 8      | 13.    | 8           | 9.          |

Lovastusa
| Versenyző          | Ló                      | Versenyszám | Díjlovaglás | Díjlovaglás | Tereplovaglás | Tereplovaglás | Tereplovaglás | Díjugratás | Díjugratás | Díjugratás | Díjugratás | Végeredmény | Végeredmény |
| Versenyző          | Ló                      | Versenyszám | Díjlovaglás | Díjlovaglás | Tereplovaglás | Tereplovaglás | Tereplovaglás | 1. kör     | 1. kör     | 2. kör     | 2. kör     | Végeredmény | Végeredmény |
| Versenyző          | Ló                      | Versenyszám | Bünt.       | Hely.       | Bünt.         | Hely.         | Össz.         | Bünt.      | Hely.      | Bünt.      | Hely.      | Bünt.       | Helyezés    |
| ------------------ | ----------------------- | ----------- | ----------- | ----------- | ------------- | ------------- | ------------- | ---------- | ---------- | ---------- | ---------- | ----------- | ----------- |
| Karin Donckers     | Gazelle De La Brasserie | Egyéni      | 31,7        | 2.          | 25,6          | 28.           | 9.            | 4          | 19.        | 4          | 11.        | 65,3        | 9.          |
| Joris Van Springel | Bold Action             | Egyéni      | 52,0        | 38.         | 66,4          | 50.           | 49.           | 15         | 46.        | kiesett    | kiesett    | 133,4       | 46.         |

## Röplabda

### Strandröplabda

#### Női
| Versenyző                          | Csoportkör | Csoportkör | 16 közé jutásért                                                   | Nyolcaddöntő                                                            | Negyeddöntő       | Elődöntő          | Döntő             | Helyezés |
| Versenyző                          | Ellenfél Eredmény | Hely.      | Ellenfél Eredmény                                                  | Ellenfél Eredmény                                                       | Ellenfél Eredmény | Ellenfél Eredmény | Ellenfél Eredmény | Helyezés |
| ---------------------------------- | --- | ---------- | ------------------------------------------------------------------ | ----------------------------------------------------------------------- | ----------------- | ----------------- | ----------------- | -------- |
| Liesbeth Mouha Liesbet Van Breedam | A csoport · Norvégia (NOR) · Kathrine Maaseide · Susanne Glesnes · 22-24, 18-21 · Kína (CHN) · Tien Csia · Vang Csie · 21-18, 19-21, 13-15 · Svájc (SUI) · Simone Kuhn · Lea Schwer · 21-18, 21-17 | 3.         | Grúzia (GEO) · Cristine Santanna · Andrezza Martins · 21-13, 21-19 | Egyesült Államok (USA) · Misty May-Treanor · Kerri Walsh · 22-24, 10-21 | kiesett           | kiesett           | kiesett           | 9.       |

## Súlyemelés
Férfi
| Versenyző     | Versenyszám | Szakítás   | Szakítás | Lökés       | Lökés    | Összesen   | Helyezés |
| Versenyző     | Versenyszám | Eredmény   | Helyezés | Eredmény    | Helyezés | Összesen   | Helyezés |
| ------------- | ----------- | ---------- | -------- | ----------- | -------- | ---------- | -------- |
| Tom Goegebuer | 56 kg       | 114,0 (NR) | 12.*     | 137,0 (=NR) | 13.*     | 251,0 (NR) | 13.      |

* - egy másik versenyzővel azonos eredményt ért el

NR - nemzeti rekord

=NR - nemzeti rekord beállítás

## Tenisz
Férfi
| Versenyző                   | Versenyszám | 64-es főtábla                   | 32-es főtábla                                                        | Nyolcaddöntő                                                       | Negyeddöntő       | Elődöntő          | Bronz- mérkőzés   | Döntő             | Helyezés |
| Versenyző                   | Versenyszám | Ellenfél Eredmény               | Ellenfél Eredmény                                                    | Ellenfél Eredmény                                                  | Ellenfél Eredmény | Ellenfél Eredmény | Ellenfél Eredmény | Ellenfél Eredmény | Helyezés |
| --------------------------- | ----------- | ------------------------------- | -------------------------------------------------------------------- | ------------------------------------------------------------------ | ----------------- | ----------------- | ----------------- | ----------------- | -------- |
| Olivier Rochus              | Egyes       | Ivo Minář (CZE) · 6-3, 3-6, 6-3 | Janko Tipsarević (SRB) · 7-6, 2-3 feladta                            | Fernando González Ciuffardi (CHI) · 0-6, 3-6                       | kiesett           | kiesett           | kiesett           | kiesett           | 9.       |
| Steve Darcis                | Egyes       | Nicolás Massú (CHI) · 4-6, 5-7  | kiesett                                                              | kiesett                                                            | kiesett           | kiesett           | kiesett           | kiesett           | 33.      |
| Olivier Rochus Steve Darcis | Páros       |                                 | Argentína (ARG) · Guillermo Cañas · David Nalbandian · 6-7, 7-6, 6-3 | Oroszország (RUS) · Igor Andrejev · Nyikolaj Davigyenko · 6-7, 2-6 | kiesett           | kiesett           | kiesett           | kiesett           | 9.       |

## Torna
Férfi
| Versenyző      | Versenyszám      | Selejtező | Selejtező | Döntő    | Döntő    |
| Versenyző      | Versenyszám      | Pontszám  | Helyezés  | Pontszám | Helyezés |
| -------------- | ---------------- | --------- | --------- | -------- | -------- |
| Koen Van Damme | Talaj            | 12,575    | 76.       | kiesett  | kiesett  |
| Koen Van Damme | Ugrás            | 14,450    | 73.       | kiesett  | kiesett  |
| Koen Van Damme | Korlát           | 14,600    | 60.       | kiesett  | kiesett  |
| Koen Van Damme | Nyújtó           | 14,475    | 45.       | kiesett  | kiesett  |
| Koen Van Damme | Gyűrű            | 14,325    | 49.       | kiesett  | kiesett  |
| Koen Van Damme | Lólengés         | 14,200    | 38.       | kiesett  | kiesett  |
| Koen Van Damme | Egyéni összetett | 84,625    | 43.       | kiesett  | kiesett  |

Női
| Versenyző  | Versenyszám      | Selejtező | Selejtező | Döntő    | Döntő    |
| Versenyző  | Versenyszám      | Pontszám  | Helyezés  | Pontszám | Helyezés |
| ---------- | ---------------- | --------- | --------- | -------- | -------- |
| Gaëlle Mys | Talaj            | 14,125    | 47.       | kiesett  | kiesett  |
| Gaëlle Mys | Ugrás            | 14,050    | 68.       | kiesett  | kiesett  |
| Gaëlle Mys | Felemás korlát   | 14,175    | 55.       | kiesett  | kiesett  |
| Gaëlle Mys | Gerenda          | 14,800    | 29.       | kiesett  | kiesett  |
| Gaëlle Mys | Egyéni összetett | 57,150    | 31.       | 53,950   | 24.      |

## Triatlon
| Versenyző     | Versenyszám | 1,5 km úszás | 1,5 km úszás | 40 km kerékpározás | 40 km kerékpározás | 10 km futás | 10 km futás | Összesítés | Összesítés |
| Versenyző     | Versenyszám | Idő          | Hely.        | Idő                | Hely.              | Idő         | Hely.       | Idő        | Helyezés   |
| ------------- | ----------- | ------------ | ------------ | ------------------ | ------------------ | ----------- | ----------- | ---------- | ---------- |
| Peter Croes   | Férfi       | 18:26        | 38.          | 58:51              | 16.*               | 33:25       | 26.         | 1:51:40,94 | 27.        |
| Axel Zeebroek | Férfi       | 18:30        | 43.          | 57:48              | 1.                 | 33:15       | 24.         | 1:50:30,90 | 13.        |

* - két másik versenyzővel azonos időt ért el

## Úszás
Férfi
| Versenyző            | Versenyszám      | Előfutam      | Előfutam | Előfutam | Elődöntő | Elődöntő | Elődöntő | Döntő     | Döntő    |
| Versenyző            | Versenyszám      | Idő           | Hely.    | Össz.    | Idő      | Hely.    | Össz.    | Idő       | Helyezés |
| -------------------- | ---------------- | ------------- | -------- | -------- | -------- | -------- | -------- | --------- | -------- |
| Yoris Grandjean      | 50 m gyors       | 22,45 (NR)    | 4.       | 28.      | kiesett  | kiesett  | kiesett  | kiesett   | kiesett  |
| Yoris Grandjean      | 100 m gyors      | 48,82 (NR)    | 7.       | 19.      | kiesett  | kiesett  | kiesett  | kiesett   | kiesett  |
| Glenn Surgeloose     | 200 m gyors      | 1:48,92 (NR)  | 7.       | 30.      | kiesett  | kiesett  | kiesett  | kiesett   | kiesett  |
| Tom Vangeneugden     | 1500 m gyors     | 15:11,04 (NR) | 3.       | 20.      |          |          |          | kiesett   | kiesett  |
| François Heersbrandt | 100 m pillangó   | 53,33         | 4.       | 37.      | kiesett  | kiesett  | kiesett  | kiesett   | kiesett  |
| Mathieu Fonteyn      | 200 m pillangó   | 1:56,65 (NR)  | 7.       | 19.      | kiesett  | kiesett  | kiesett  | kiesett   | kiesett  |
| Brian Ryckeman       | 10 km nyílt vízi |               |          |          |          |          |          | 1:52:10,7 | 7.       |

Női
| Versenyző       | Versenyszám | Előfutam     | Előfutam | Előfutam | Elődöntő | Elődöntő | Elődöntő | Döntő   | Döntő    |
| Versenyző       | Versenyszám | Idő          | Hely.    | Össz.    | Idő      | Hely.    | Össz.    | Idő     | Helyezés |
| --------------- | ----------- | ------------ | -------- | -------- | -------- | -------- | -------- | ------- | -------- |
| Elise Matthysen | 100 m mell  | 1:08,37 (NR) | 6.       | 16. Q    | 1:09,00  | 6. *     | 13. *    | kiesett | kiesett  |
| Elise Matthysen | 200 m mell  | 2:27,04 (NR) | 4.       | 15. Q    | 2:29,64  | 8.       | 16.      | kiesett | kiesett  |

* - egy másik versenyzővel azonos időt ért el

NR - Nemzeti rekord

## Vitorlázás
Női
| Versenyző     | Versenyszám  | Futam | Futam | Futam | Futam | Futam | Futam | Futam | Futam | Futam | Futam | Pontszám | Helyezés |
| Versenyző     | Versenyszám  | 1     | 2     | 3     | 4     | 5     | 6     | 7     | 8     | 9     | É     | Pontszám | Helyezés |
| ------------- | ------------ | ----- | ----- | ----- | ----- | ----- | ----- | ----- | ----- | ----- | ----- | -------- | -------- |
| Evi Van Acker | Laser radial | 1     | 10    | 16    | 10    | 12    | 6     | 12    | 4     | 18    | 10    | 91       | 8.       |

Nyílt
| Versenyző                            | Versenyszám | Futam | Futam | Futam | Futam | Futam | Futam | Futam | Futam | Futam | Futam | Futam | Pontszám | Helyezés |
| Versenyző                            | Versenyszám | 1     | 2     | 3     | 4     | 5     | 6     | 7     | 8     | 9     | 10    | É     | Pontszám | Helyezés |
| ------------------------------------ | ----------- | ----- | ----- | ----- | ----- | ----- | ----- | ----- | ----- | ----- | ----- | ----- | -------- | -------- |
| Carolijn Brouwer Sébastien Godefroid | Tornádó     | 11    | 11    | 5     | 6     | 3     | 8     | 13    | 6     |       | 9     | -     | 72       | 12.      |

É - éremfutam